# Julia Trotman
Julia Lyman Trotman (ur. 25 marca 1968 w Nowym Jorku) – amerykańska żeglarka sportowa. Brązowa medalistka olimpijska z Barcelony.
Zawody w 1992 był jej jedynymi igrzyskami olimpijskimi. Zajęła trzecie miejsce w klasie Europa. Jej mąż Jim Brady również był żeglarzem i srebrnym medalistą olimpijskim z Barcelony.